# Düziçi
Düziçi là một huyện thuộc tỉnh Osmaniye, Thổ Nhĩ Kỳ. Huyện có diện tích 538 km² và dân số thời điểm năm 2007 là 75617 người, mật độ 141 người/km².